# 鹿児島市交通局600形電車
鹿児島市交通局600形電車（かごしましこうつうきょく600がたでんしゃ）は、1959年（昭和34年）に登場した鹿児島市交通局（鹿児島市電）の路面電車車両である。2025年現在、601 - 603・605（イベント電車）・611 - 615の9両が運用されている。

## 概要
1959年に500形電車に次ぐ新製ボギー車として登場した。車体前面は大阪市電3001形電車（後の鹿児島市電700形電車）を細くしたような中央に大きな窓、両側に小さな窓を配置した構造で、前照灯は方向幕の上に付き、窓下にブレーキランプを装備したスタイルで、このスタイルは後の鹿児島市電の標準になった。側面は500形に準じた前中扉のバス窓であったが、全体的に寸法が拡大されている。性能は従来からの吊り掛け式で、集電装置にパンタグラフを本格採用している。600形は製造所・台車によって3つのグループに分けられる。

### 601 - 604
1959年日立製作所で製造された。台車はコイルバネ式のKS-115を履く。前面の幅が後の車両に比べ若干狭い。主電動機は500形と同様のSS-50を使用している。鹿児島市交通局での日立製作所製の車両は、この4両以降登場していない。

### 605 - 612
1960年（昭和35年）ナニワ工機製造。台車は鹿児島市交通局初となる空気バネ台車のNK-51を採用した。NK-51形台車には「ナニワ工機製 空気バネ台車」と書かれた銘板が取り付けられている。同年に400形の機器を流用して、交通局工場でほぼ同仕様の460形が登場している。

### 613 - 616
1962年（昭和37年）から翌1963年（昭和38年）にかけて帝國車輛工業で製造された。台車は同じく空気バネ台車のTB-55を採用している。

## 改造
1967年（昭和42年）から他形式に先駆けてワンマン化改造がなされた。冷房化は500形に遅れ1984年（昭和59年）から開始され、1986年には全車が完了した。帝国車輌製でTB-55台車を使用していた613 - 616は1989年（平成元年）から1994年（平成6年）にかけて、廃車になった460形やナニワ工機製の600形から供出したNK-51形台車に交換している。
1999年（平成11年）から2001年（平成13年）に掛けて骨組みの強化や、外板を張り替える、ステップ2段化などといった大がかりな更新工事が行われている。2006年（平成18年）には500形と同様、一部車両の前面右下に補助灯の取り付けが行われた。
615,616は2009年にコイルバネ台車への更新(住友FS708、新製)が行なわれている。
現在現役の601 - 603・605・611 - 615は将来、車体更新の計画もある。
2012年の開業100周年事業として、2012年4月から616号を木造電車をモデルとした観光レトロ電車に改造し、同年12月1日に運行を開始した。。観光レトロ電車は一般公募により「かごでん」の愛称が付けられた。形式は100形(2代)となった。

### イベント用車両への改造
1991年（平成3年）に余剰となった605がビール電車に改造された。車内の座席を撤去し、代わりにバー風のカウンターと椅子を設置した。床は木目調のものに張り替えられ、ビールサーバー用の電源なども新設された。また、車体前面の中心にあったブレーキ灯が右脇に移設された。その他にも、ライトアップ用の照明なども取り付けられている。当初のスポンサーはサッポロビールで、「薩幌館」という愛称が付けられていたが、2000年（平成12年）からは霧島高原ビールがスポンサーになった。なおビール電車は2017年（平成29年）3月にカフェテリア風の内装とした「カフェトラムカゴシマC6」に再改造された。
翌1992年（平成4年）には610がカラオケ電車に改造された。「かごしま号」という愛称が付けられ、前面窓下には愛称を表示していた。塗装は当初は帯塗装であったが、末期はイラスト塗装になっていた。なお、610号がカラオケ電車に改造される以前に607にカラオケ設備を搭載、運行していた。1999年に休車になり、2000年に廃車、解体されている。また、観光レトロ電車「かごでん」に改造された616は、「かごでん」の車体は新造されたため、616の車体はしばらく車庫の隅に置かれていたが、2013年6月に解体されている。

## 廃車
600形は大半の車両が空気バネ台車を採用している為、乗り心地が良く鹿児島市電の「顔」でもあったが、逆にその空気バネ台車の保守に手間取っていた。1989年の2100形登場時には同じ空気バネ台車を使用していた460形が置き換えられ、形式消滅した。その後1991年からの2110形以降の2100系列の導入に際し置き換えられ、1994年に606・608・609が、1995年に607が廃車になった。余剰となった車両の一部には前述の通りイベント用車両に改造されたものもある。また一部車両は台車を供出している。その後2000年にカラオケ電車の610が、2006年には初期の日立製車両の604が廃車になった。